# Fibromatosi plantare
La fibromatosi plantare fasciale, nota anche come malattia di Ledderhose e fibromatosi plantare, è un ispessimento patologico, relativamente raro, del tessuto connettivo profondo del piede, o fascia plantare, che può essere rilevato alla palpazione.

## Eponimo
La malattia prende nome da Georg Ledderhose, il chirurgo tedesco che la descrisse per la prima volta nel 1894.

## Clinica
Nella fase iniziale della malattia, quando i noduli o le fibre cominciano a svilupparsi lungo i tendini del piede, la patologia, di lieve gravità, può essere dolorosa. In seguito, però, le fibre si ispessiscono, le dita del piede divengono rigide e doloranti al passo.
Come la maggior parte delle forme di fibromatosi, è solitamente benigna, e il suo decorso molto variabile. I noduli in genere sono a crescita lenta, e si trovano più spesso nella porzione centrale e mediale della fascia plantare. Occasionalmente, i noduli possono rimanere silenti per mesi o anni, per poi crescere improvvisamente.
Una malattia simile è quella di Dupuytren, che colpisce l'arto superiore, rendendo difficoltosi i movimenti delle dita.

## Trattamento
È necessaria la rimozione chirurgica solo se il dolore impedisce la deambulazione. Controindicazioni del trattamento chirurgico: per diminuire al minimo i casi di recidiva, che sarebbero altrimenti molto frequenti, si tende ad asportare tutta la fascia plantare pregiudicando una buona stabilità del piede in futuro. Spesso la cicatrice dell’operazione causa dolori alla deambulazione.